# دي جاي فونتانا
دومينيك جوزيف فونتانا (بالإنجليزية: D. J. Fontana) (ولد في 15 مارس 1931 في شريفبورت، لويزيانا) هو موسيقي أمريكي اشتهر بكونه عازف الطبل لفرقة إلفيس بريسلي لمدة 14 عاما. وعزف على أكثر من 460 تسجيلا على آر سي أيه مع إلفيس.

## السيرة
تم توظيف فونتانا من قبل برنامج لويزيانا هيرايد ليكون عازف الطبل في بث البرنامج الإذاعي ليلة السبت. وتم توظيفه في أكتوبر 1954 ليعزف الطبول في فريق بريسلي، وهو ما بدأ العلاقة بينهما التي استمرت خمسة عشر عاما. وعزف على تلفزيون إن بي سي في العرض الخاص «'68 عودة خاصة».
انضم فونتانا إلى الفرقة (تم تجميعها أصلا من قبل سام فيليبس بدون عازف طبول) التي تألفت من سكوتي مور (غيتار رئيسي)، وبيل بلاك (دبل باس) وإلفيس بريسلي (غيتار وغناء)، وأطلقوا على أنفسهم اسم «بلو مون بويز». كانت هذه الفرقة التي عزفت وسجلت الغالبية العظمى من أغاني إلفيس بريسلي في الخمسينيات (بعضها أيضا يحتوي بيانو ودعم غنائي من فريق جوردانيرز) بما في ذلك «هارتبريك هوتيل»، «هاوند دوغ»، «دونت بي كرول»، و «جيلهاوس روك». كما قام الفريق بجولات واسعة وأجرى العديد من العروض التلفزيونية بما في ذلك برنامج إد سوليفان في أعوام 1956 و 1957.
تحدث فونتانا عن أسلوبه:
انحلت الفرقة رسميا في عام 1958 رغم أن فونتانا وإلفيس ظلا يسجلان معا بانتظام طوال الستينات. انضم مور إليهما في بعض المرات. عزف مور وفونتانا معا بدون بريسلي في مرات أخرى. اجتمع الاثنان مع بول مكارتني عام 2002 في تسجيله لأغنية «ذاتس أو رايت». ولم يعزف بلاك معهما بعد انفصالهم عام 1958، وتوفي في عام 1965.
في عام 1983، نشر فونتانا كتابا في شكل مصور بعنوان «دي جاي فونتانا يتذكر ألفيس» عن سنواته التي عزف فيها مع بريسلي.
أنشأ فونتانا مدونته الصوتية في 3 يوليو 2007.
تم الاعتراف بمساهمات فونتانا الرائدة في الموسيقى من قبل قاعة مشاهير الروكابيلي في ناشفيل، والتي أدخلته في 14 يناير 2009.
في 4 أبريل 2009، تم إدخال فونتانا في الصالة الفخرية للروك آند رول في كليفلاند في فئة الفنانين الجانبيين.
مثل إد بيغلي الابن دور فونتانا في فيلم إلفيس (1979)، ومثل دوره إريك وليام بيرسون في السلسلة المصغرة إلفيس على سي بي إس (2005).

## وصلات خارجية
- دي جاي فونتانا على موقع IMDb (الإنجليزية)
- دي جاي فونتانا على موقع الموسوعة البريطانية (الإنجليزية)
- دي جاي فونتانا على موقع ميوزك برينز (الإنجليزية)
- دي جاي فونتانا على موقع أول ميوزيك (الإنجليزية)
- دي جاي فونتانا على موقع ديسكوغز (الإنجليزية)
- دي جاي فونتانا على موقع قاعدة بيانات الفيلم (الإنجليزية)

- "We're Talkin' Elvis" - +1 (650) 523-6817
- D. J. Fontana TCB website نسخة محفوظة 2 أغسطس 2005 على موقع واي باك مشين.
- Interview with D. J. Fontana
- D. J. Fontana Phonecasting Channel
- Rockabilly Hall of Fame
- Drummerworld.com
- DJ Fontana Interview - NAMM Oral History Library (2001)